# Kazimierz Bartoszyński (żołnierz)
Kazimierz Bartoszyński (ur. 9 lipca 1888 w Radomyślu Wielkim, zm. wiosną 1940 w Katyniu) – polski farmaceuta,  podpułkownik magister farmacji Wojska Polskiego, ofiara zbrodni katyńskiej.

## Życiorys
Syn Władysława i Bronisławy z Masłowskich. Był starszym bratem Władysława (1891–1960), podpułkownika lekarza Wojska Polskiego.
Ukończył szkołę powszechną w rodzinnym mieście, następnie uczęszczał do Gimnazjum św. Anny w Krakowie. Absolwent Wydziału Farmacji Uniwersytetu Jagiellońskiego (1910), z tytułem magistra farmacji. W październiku 1911 wcielony do armii austriackiej, służył w 37 pułku piechoty Obrony Krajowej (Landwera), w kwietniu 1913 przeniesiony do rezerwy w stopniu podporucznika. Został mianowany urzędnikiem medykamentów C. K. Obrony Krajowej z dniem 1 grudnia 1912 z przydziałem do 37 pułku piechoty
Po wybuchu I wojny światowej w 1914 powtórnie wcielony, pełnił funkcję aptekarza w twierdzy Cotton w Dalmacji, a w latach 1916–1918 był aptekarzem w Szpitalu Garnizonowym w Krakowie. Został mianowany akcesistą medykamentowym w rezerwie z dniem 1 grudnia 1912. Równolegle w C. K. Armii był mianowany akcesistą medykamentowym w rezerwie z dniem 1 sierpnia 1914, a około 1917/1918 awansowany na aptekarza wojskowego w rezerwie i do 1918 był przydzielony do Szpitala Garnizonowego Nr 15 w Krakowie (przydział tam posiadał także jego brat Władysław, służący jako oficer lekarz). W 1917 awansowany do stopnia porucznika. 
Od 1918 aptekarz w Szpitalu Garnizonowym w Krakowie (do końca 1920), następnie przeniesiony na takie samo stanowisko do Tarnowa. Latem 1920 pełnił funkcję aptekarza w kompanii sanitarnej 10 Dywizji Piechoty. Od kwietnia 1921 roku był referentem zaopatrzenia w 5 Okręgowym Szefostwie Sanitarnym w Krakowie. 31 marca 1924 roku został mianowany majorem ze starszeństwem z dniem 1 lipca 1923 roku i 5. lokatą w korpusie oficerów sanitarnych, grupa aptekarzy. 6 lipca 1929 roku został przeniesiony do 5 Szpitala Okręgowego w Krakowie na stanowisko kierownika apteki. Z dniem 15 czerwca 1934 roku został przeniesiony z Szefostwa Sanitarnego Okręgu Korpusu Nr I do Szpitala Szkolnego Centrum Wyszkolenia Sanitarnego w Warszawie na stanowisko kierownika naukowego apteki. 27 czerwca 1935 roku awansował na podpułkownika ze starszeństwem z dniem 1 stycznia 1935 roku i 8. lokatą w korpusie oficerów sanitarnych. Na stanowisku kierownika naukowego apteki pozostawał do 1939 roku.
Był żonaty z Zofią Bartik, z którą miał córkę Marię oraz synów Bogusława i Andrzeja.

W czasie kampanii wrześniowej 1939 roku, po agresji ZSRR na Polskę, w nieznanych okolicznościach wzięty do niewoli przez Sowietów. Przebywał w obozie jenieckim w Kozielsku. Wiosną 1940 roku został zamordowany przez funkcjonariuszy NKWD w lesie katyńskim i tam pogrzebany w bezimiennej mogile zbiorowej, gdzie od 28 lipca 2000 roku mieści się oficjalnie Polski Cmentarz Wojenny w Katyniu. W miejscu tym prowadzone były ekshumacje i prace archeologiczne. W 1943 roku jego ciało zostało zidentyfikowane w toku ekshumacji prowadzonych przez Niemców pod numerem 277, a przy zwłokach znaleziono pismo MSWojsk, kartę na broń, świad. szczep., wizytówkę oraz kartę jazdy. Figuruje na liście wywózkowej 015/2 z 1940 roku. Jego grób symboliczny znajduje się na Cmentarzu Rakowickim w Krakowie (kwatera CC, rząd wsch.).

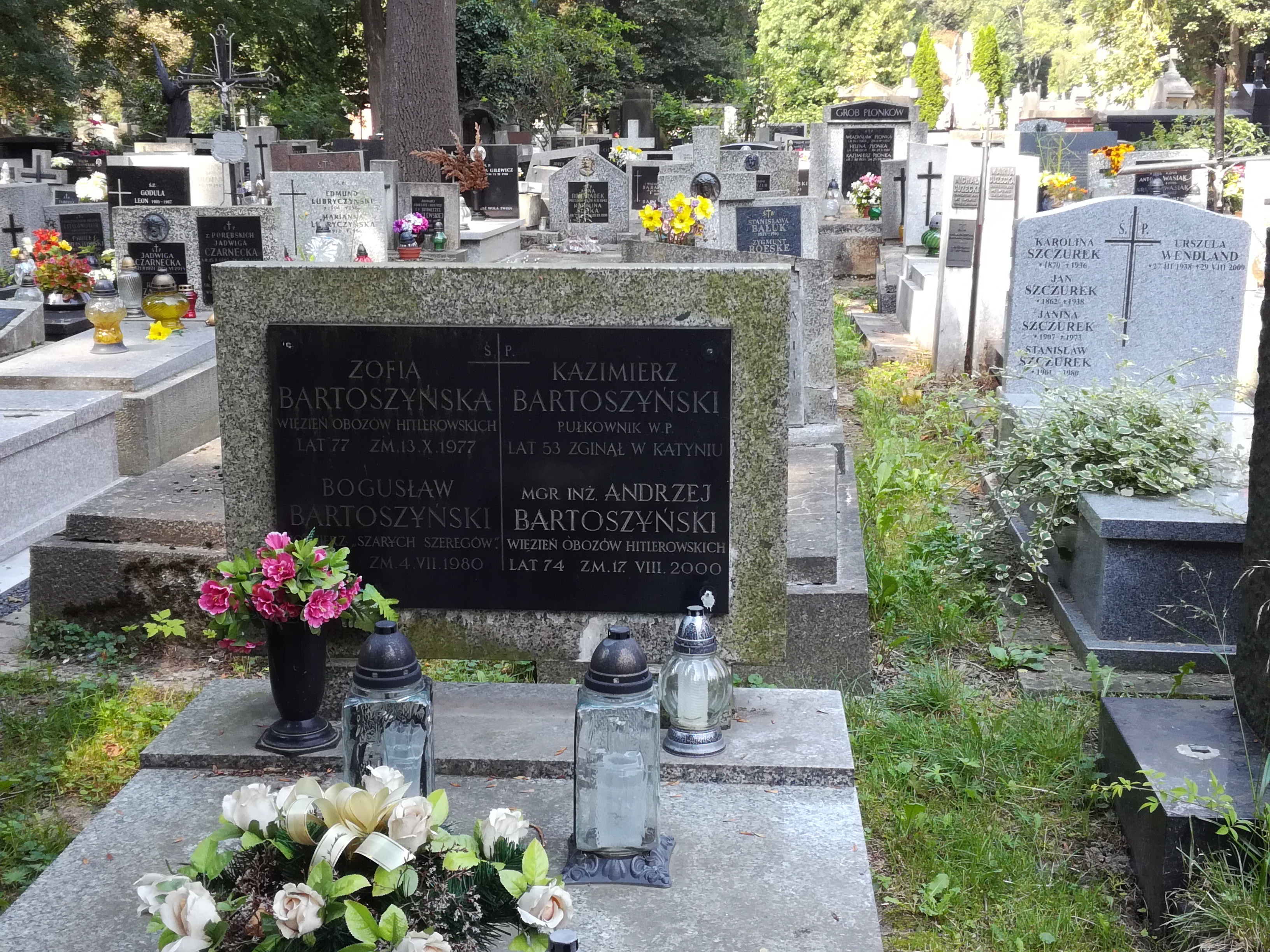
Grób symboliczny na Cmentarzu Rakowickim

## Ordery i odznaczenia
- Złoty Krzyż Zasługi (19 marca 1937)[20]
- Medal Pamiątkowy za Wojnę 1918–1921
- Medal Dziesięciolecia Odzyskanej Niepodległości
- Krzyż Pamiątkowy Mobilizacji 1912–1913 (Austro-Węgry, przed 1914)[21]

## Upamiętnienie
5 października 2007 roku minister obrony narodowej Aleksander Szczygło mianował go pośmiertnie na stopień pułkownika. Awans został ogłoszony 9 listopada 2007 roku w Warszawie, w trakcie uroczystości „Katyń Pamiętamy – Uczcijmy Pamięć Bohaterów”.
Jego nazwisko figuruje na tablicach pamiątkowych w katedrze polowej WP w Warszawie, w Muzeum Katyńskim w Cytadeli Warszawskiej oraz na Ścianie Katyńskiej przy bazylice pw. św. Mateusza w Mielcu poświęconej Synom Ziemi Mieleckiej zamordowanym na wschodzie.
Na terenie ówczesnego Gimnazjum Publicznego im. Jana Pawła II w Radomyślu Wielkim 13 kwietnia 2010 roku posadzono „Dąb Pamięci” i odsłonięto tablicę poświęconą płk. Kazimierzowi Bartoszyńskiemu.